# Éric Barret
Éric Marie Barret (* 5. Mai 1959 in Le Havre, Département Seine-Maritime; † 3. März 2025 in Noyers-sur-Jabron, Département Alpes-de-Haute-Provence) war ein französischer Jazzmusiker (Sopran- und Tenorsaxophon, Komposition).

## Leben und Wirken
Éric Barret wurde am 5. Mai 1959 in Le Havre geboren.
Barret war als Musiker Autodidakt. Bereit 1978 spielte er in den Pariser Jazzclubs mit Chet Baker, Jean-Louis Chautemps, Pepper Adams und Slide Hampton. Dann gehörte er zum Quintett von Alby Cullaz und 1981 zum Quartett von Charles Bellonzi. 1982 holte ihn Patrice Caratini in sein Onztet. Im Folgejahr war er im Quartett von Jean-Pierre Mas erstmals an der Einspielung eines Albums (Trapèze) beteiligt, um dann in der großformatigen Gruppe Bob 13 von Antoine Hervé zu spielen (Album Tutti). Gemeinsam mit Henri Texier und Aldo Romano gründete er 1985 ein Trio, dessen gleichnamiges Album mit dem Prix Boris Vian ausgezeichnet wurde; auch trat er im Saxophonquartett mit Chautemps, François Jeanneau und Philippe Maté auf. Jeanneau holte ihn in die erste Ausgabe des Orchestre National de Jazz, dem er noch einmal ab 1997 unter Leitung von Didier Levallet angehörte.
Gemeinsam mit Marc Ducret, Hélène Labarrière und Peter Gritz gründete er 1987 ein Quartett unter eigenem Namen, dem Ende der 1990er Jahre mit New Shapes ein weiteres Quartett folgte, zu dem Sophia Domancich, Riccardo Del Fra bzw. Jean-Jacques Avenel und Simon Goubert gehörten. Mit Goubert spielte er auch im Duo. Zudem entstand ein Trio mit Serge Lazarevitch und Joël Allouche. 2004 gründete Barret das Septett My Favorite Songs mit Airelle Besson, Pierre-Oliver Govin, Éric Löhrer, Benjamin Moussay, Eric Surménian und Joe Quitzke. Weiterhin trat er mit Musikern wie Roy Haynes, Freddie Hubbard, Johnny Griffin, Mal Waldron, Jeanne Lee, Steve Grossman, Enrico Pieranunzi, Daniel Humair, Kenny Wheeler oder Alain Jean-Marie auf.
Barret komponierte und verfasste einige Lehrwerke. Seit 1992 war er Professor am Konservatorium von Bagneux; auf dem Festival Jazz in Marciac fungierte er als pädagogischer Leiter. Auch ist er auf Alben mit dem Orchestre National de Jazz, mit Murat Öztürk und mit Jacques Pellen zu hören.
Éric Barret starb am 3. März 2025 knapp zwei Monate vor seinem 66. Geburtstag an den Folgen eines Bergwanderunfalls in Noyers-sur-Jabron.

## Diskographische Hinweise
- Barret/Romano/Texier (Carlyne 1986)
- Éric Barret Quartet (Carlyne 1989)
- L’Échappé belle (ATB 01, 1992)
- New Shapes (Charlotte 189 1999)
- Barret/Goubert Linkage (Marge 1999)
- My favorite Songs 7tet (BlueMarge 2004)
- Barret/Lazarevitch/Allouche Close Meeting (Cristal 2006)

## Lexikalischer Eintrag
- Philippe Carles, André Clergeat, Jean-Louis Comolli: Le nouveau dictionnaire du jazz. R. Laffont: Paris 2011